# جانی موراندی
جیانی موراندی (انگلیسی: Gianni Morandi؛ زاده ۱۱ دسامبر ۱۹۴۴) یک موسیقی‌دان اهل ایتالیا است. وی از سال ۱۹۶۲ میلادی تاکنون مشغول فعالیت بوده‌است. 
از فیلم‌هایی که وی در آن‌ها نقش داشته است، می‌توان به برای عشق… برای افسون… و این دنیای دیوانهٔ دیوانهٔ ترانه اشاره نمود.
او نماینده ایتالیا در یوروویژن ۱۹۷۰ بود.